# آبشار لیسبون
آبشار لیسبون(به آفریکانس: Lisbonwaterval))بلندترین آبشار در استان امبومالانجا درکشورآفریقای جنوبی است. و بلندترین ریزشگاه آن ۹۴ متر ارتفاع دارد. این آبشار به جنگل پنجرهٔ خدا و بسیاری از آبشارهای دیگر در استان امبومالانجا مانند آبشار برلین و آبشار مک-مک راه دارد. حوضهٔ آبریز این آبشار، رود لیسبون در شهر گراسکاپ (جادهR352) است.این آبشار در مسیر پانورما قرار دارد. این آبشار به نام لیسبون پاییتخت کشور پرتغال نام گذاری شده است.